# Einar Engdahl
Einar Wilhelm Engdahl, född 2 juli 1882 i Sankt Nicolai församling, Stockholm, död 29 september 1959 i Solna församling, Stockholms län, var en svensk elektroingenjör.
Endahl avlade studentexamen i Stockholm 1901 och utexaminerades från Kungliga Tekniska högskolan 1905. Han blev maskiningenjörsassistent vid Stockholms Nya Spårvägs AB 1905, vid AB Stockholms Spårvägar 1917, maskiningenjör där 1918 samt var överingenjör för vagnavdelningen 1938–1940. Han var även föreståndare för Råsunda elektricitetsverk och hissinspektör i Råsunda från 1912. Han var av Yrkesinspektionen godkänd som besiktningsman för hissar och lyftanordningar samt innehavare av Kommerskollegiums behörighet klass A och Svenska Brandskyddsföreningens elektriska nämnds A-behörighet som besiktningsman för revision av elektriska anläggningar. Engdahl är begravd på Solna kyrkogård.